# Laércio Barbalho
Laércio Wilson Barbalho (Belém, 24 de novembro de 1918 – 8 de abril de 2004) foi um jornalista, empresário e político brasileiro. Foi deputado estadual pelo Pará entre 1967 e março de 1969, quando teve seu mandato cassado pelo Ato Institucional nº 5.
Trabalhou nos Correios e Telégrafos e no jornal O Liberal, e em 1982, fundou o jornal Diário do Pará. Laércio Barbalho também foi diretor da Imprensa Oficial do Pará e diretor do Clube do Remo. Adepto ao baratismo, era filiado ao Partido Social Democrático, e posteriormente, ao MDB.  
Era irmão do ator e humorista Lúcio Mauro. Laércio Barbalho teve sete filhos, dentre eles, Jader Barbalho, o único a seguir carreira política. Em 1994, foi eleito suplente de senador para seu filho. Quando Jader renunciou ao cargo em 2001, Laércio recusou-se a assumir a vaga.